# Abraham Chepkirwok
Abraham Chepkirwok (district Kapchorwa, 18 november 1988) is een Oegandese middellangeafstandsloper, die is gespecialiseerd in de 800 m. Hij heeft het Oegandees record in handen op deze afstand.

## Loopbaan
Chepkirwok brak in 2006 door met een bronzen medaille op de wereldkampioenschappen voor junioren. Met een tijd van 1.47,79 versloeg hij de Kenianen David Rudisha (goud; 1.47,40) en Jackson Kivuna (zilver; 1.47,63). Op 26 mei 2007 won hij de 800 m op de FBK Games in Hengelo door op de laatste 50 meter de Keniaanse wereldindoorkampioen Wilfred Bungei in te halen. Op de wereldkampioenschappen van 2007 in Osaka miste hij met 1.47,41 op slechts twee honderdste de bronzen plak. Hij sloot het jaar af met een zevende plek op de wereldatletiekfinale.
Op de wereldindoorkampioenschappen van 2008 in het Spaanse Valencia sneuvelde hij in de halve finale van de 800 m met een tijd van 1.47,79. Later dat jaar liep hij zich flink in de kijker door op 1 juni 2008 zijn persoonlijk record te verbeteren naar 1.44,53. Hetzelfde jaar was hij deelnemer op de Olympische Spelen.

## Persoonlijke records
Outdoor
| Onderdeel | Prestatie    | Datum       | Plaats |
| --------- | ------------ | ----------- | ------ |
| 800 m     | 1.43,72 (NR) | 5 juli 2008 | Madrid |

Indoor
| Onderdeel | Prestatie | Datum            | Plaats    |
| --------- | --------- | ---------------- | --------- |
| 800 m     | 1.46,91   | 3 februari 2007  | Stuttgart |
| 1000 m    | 2.20,75   | 11 februari 2007 | Karlsruhe |

## Palmares

### 800 m
Kampioenschappen
- 2006:  WK junioren - 1.47,79
- 2007: 4e WK - 1.47,41
- 2007: 7e Wereldatletiekfinale - 1.47,29

Golden League-podiumplekken
- 2007:  Bislett Games – 1.44,95
- 2008:  ISTAF – 1.44,53